# Axel Dahl
Axel Johan Dahl, född 19 september 1832 i Gladhammar, Kalmar län, död 18 mars 1880 i Karlskrona, var en svensk teckningslärare och målare.
Han var son till kaptenen Baltzar Georg Dahl och Anna Christina Wilhelmina (Mimi) Mannerskrantz samt morbror till Natanael Beskow. Dahl studerade vid Chalmerska slöjdskolan i Göteborg, där han tilldelades en silvermedalj i modellering och teckning. Därefter studerade han vid Konstakademien i Stockholm 1853 och i Düsseldorf 1854-1858. Han anställdes 1876 som teckningslärare vid elementarläroverket i Karlskrona. Han avled hastigt under en lektion i slöjdskolans lokal i Karlskrona.
Dahl var representerad med ett porträtt av Nathanael Beskow vid konstutställningen på Kalmar slott 1910.